# تيرينس يونغ
تيرينس يونغ (بالإنجليزية: Terence Young)‏ (و. 1915 – 1994 م) هو مخرج أفلام، وكاتب سيناريو، وجندي من المملكة المتحدة، والصين، والصين، ولد في شانغهاي، توفي في كان، عن عمر يناهز 79 عاماً، بسبب نوبة قلبية.

## التعليم
تعلم في كلية القديسة كاترين في جامعة كامبريدج ‏.

## الخدمة العسكرية
خدم في الجيش البريطاني.

## جوائز
حصل على جوائز منها:
- جائزة التوتة الذهبية لأسوأ مخرج [الإنجليزية]‏، عن عمل: Inchon (film) [الإنجليزية]‏، وThe Pirate Movie [الإنجليزية]‏ (1982).

## وصلات خارجية
- تيرينس يونغ على موقع IMDb (الإنجليزية)
- تيرينس يونغ على موقع الموسوعة البريطانية (الإنجليزية)
- تيرينس يونغ على موقع ألو سيني (الفرنسية)
- تيرينس يونغ على موقع تيرنر كلاسيك موفيز (الإنجليزية)
- تيرينس يونغ على موقع أول موفي (الإنجليزية)
- تيرينس يونغ على موقع قاعدة بيانات الأفلام السويدية (السويدية)
- تيرينس يونغ على موقع إن إن دي بي (الإنجليزية)
- تيرينس يونغ على موقع قاعدة بيانات الفيلم (الإنجليزية)
- تيرينس يونغ على موقع كينوبويسك (الروسية)